# Aletria: Revista de Estudos de Literatura
A Aletria: Revista de Estudos de Literatura é um periódico científico editado pelo Programa de Pós-graduação em Estudos Literários da Faculdade de Letras da Universidade Federal de Minas Gerais. Publicada desde 1993, está classificado como A1 no Qualis da CAPES na área de Letras e Linguística.